# Troja-Tanne
Die Troja-Tanne (Abies nordmanniana subsp. equi-trojani,  Syn. Abies equi-trojani), auch Kleinasiatische Tanne oder Westtürkische Tanne genannt, ist eine Unterart der Nordmann-Tanne (Abies nordmanniana) aus der Gattung der Tannen (Abies) innerhalb der Familie der Kieferngewächse (Pinaceae).

## Beschreibung
Die Troja-Tanne wird zwischen 22 und 30 Meter hoch und erreicht einen Brusthöhendurchmesser von 40 bis 65 Zentimetern. Die Nadeln stehen einzeln an den Ästen und werden zwischen 1,5 und 3 Zentimeter lang. Die Spitze ist stumpf und kann bei jungen Nadeln gekerbt sein. Die Art ist einhäusig-getrenntgeschlechtig (monözisch). Reife Zapfen sind braun gefärbt und werden bis zu 13 Zentimeter lang.
Es wird eine Pfahlwurzel gebildet die mit zunehmendem Alter von den Seitenwurzeln ersetzt wird und abstirbt.

## Verbreitung und Standort
Die Troja-Tanne kommt im Ida-Gebirge in der türkischen Provinz Çanakkale vor. Das Verbreitungsgebiet umfasst je nach Quelle eine Fläche von rund 3.600 bis 5.500 Hektar und ist in getrennte Areale aufgespalten. Es wird vermutet, dass das ursprüngliche Verbreitungsgebiet größer war aber durch menschlichen Einfluss verkleinert wurde.
Die Troja-Tanne ist eine Baumart des submediterranen Klimas, welches sich vor allem durch das Fehlen von Früh- und Spätfrösten sowie durch Niederschläge im Winterhalbjahr auszeichnet. Sie besiedelt Höhenlagen zwischen 300 und 1.650 Metern und hat sich als widerstandsfähig gegenüber Trockenheit und Hitze im Sommer sowie gegenüber Winterfrost erwiesen. Sie ist eine Halbschattenbaumart. Es werden vor allem Granit- sowie Gneisböden mit Braunerde besiedelt. Sie stockt jedoch auch auf kristallinem Kalk.
Es werden häufig Mischbestände mit der Edelkastanie (Castanea sativa), der Orient-Buche (Fagus orientalis), der Schwarzkiefer (Pinus nigra) sowie mit verschiedenen Eichenarten (Quercus) gebildet. Der Tannenanteil liegt in solchen Mischbeständen zwischen 30 und 50 %. In tieferen Lagen werden jedoch auch Reinbestände gebildet.

## Krankheiten und Schädlinge
Wichtige abiotische Schadfaktoren sind Windwurf und durch Schnee entstandene Schäden. Als wichtigster biotischer Schadfaktor wird der Befall mit dem Tannen-Wurzelschwamm (Heterobasidion abietinum) genannt, welcher das Windwurfrisiko erhöht. Lokal tritt Mistelbefall und Verbiss durch Weidetiere, insbesondere Ziegen auf.

## Nutzung
Aufgrund des schönen Habitus eignet sich die Art als Christbaum.

## Systematik
Es wird angenommen, dass die Troja-Tanne eine natürlich entstandene Hybride zwischen der Nordmann-Tanne (Abies nordmanniana) und der Griechischen Tanne (Abies cephalonica) ist. Die Art wird von manchen Autoren als Unterart der Nordmann-Tanne (Abies nordmanniana) geführt. Genetische Untersuchungen zeigten auch, dass die Troja-Tanne näher mit der Nordmann-Tanne verwandt ist. Es wird vermutet, dass sich die Art aus einer heute ausgestorbenen Tannenart entwickelte.

### Weblink
- Abies nordmanniana subsp. equi-trojani in der Roten Liste gefährdeter Arten der IUCN 2013.2. Eingestellt von: Knees, S. & Gardner, M., 2011. Abgerufen am 28. November 2013.